# Cryptocarya austrokweichouensis
Cryptocarya austrokweichouensis là loài thực vật có hoa trong họ Nguyệt quế. Loài này được X.H.Song miêu tả khoa học đầu tiên năm 1984.